# Старий дуб
Старий дуб — ботанічна пам'ятка природи місцевого значення, знаходиться в Подільському районі м. Києва по вулиці Вишгородська, 85 на території Госпіталю ГУ МВС України у Київській області. Заповідана у грудні 2011 року (рішення Київради від 01.12.2011 № 730/6966).

## Опис
Старий дуб являє собою дуб черещатий віком 700 років. Висота дерева 20 м, на висоті 1,3 м це дерево має 6 м в охопленні.

## Галерея

Старий дуб (травень 2018)
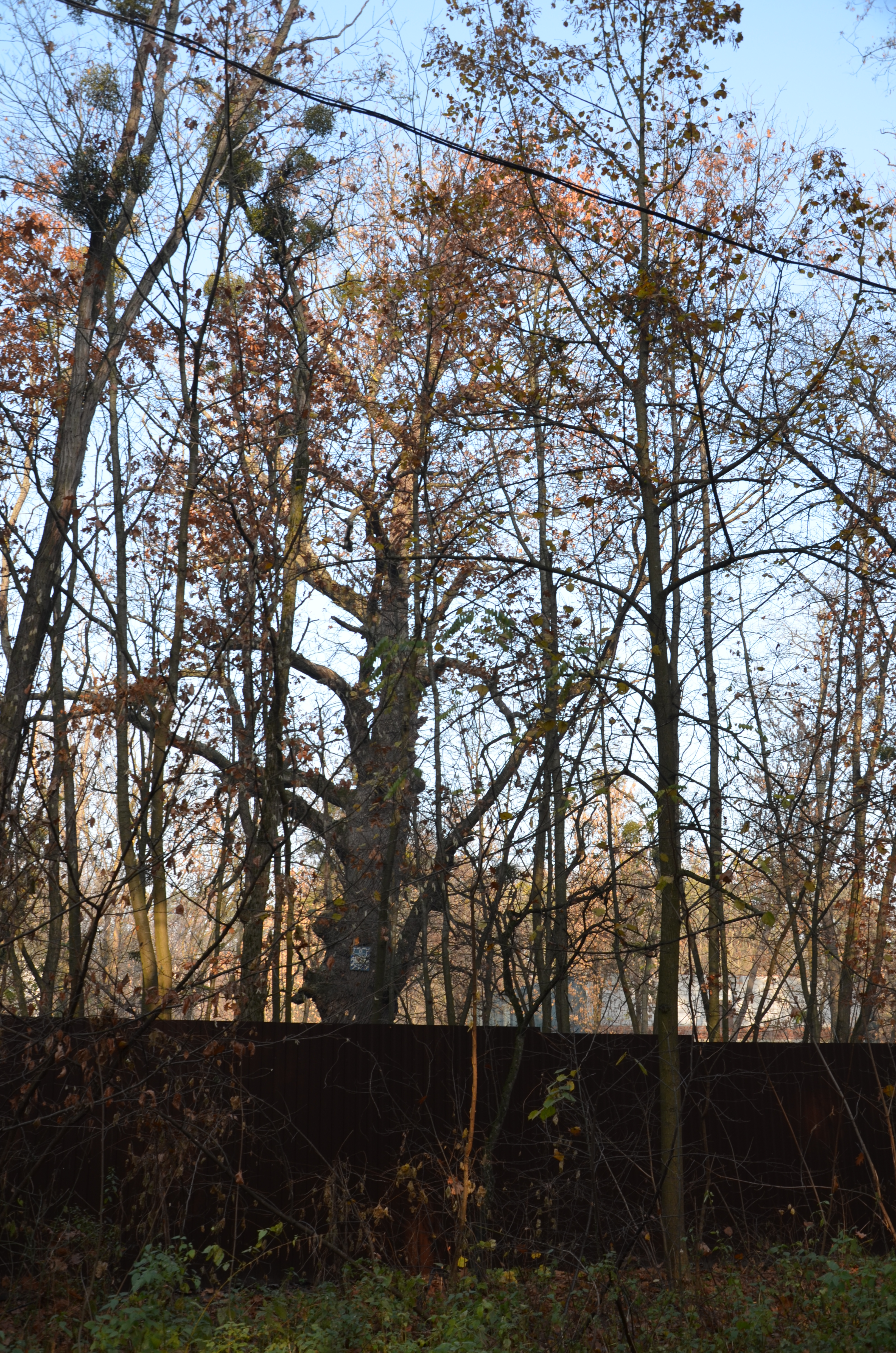
Старий дуб (листопад 2018)
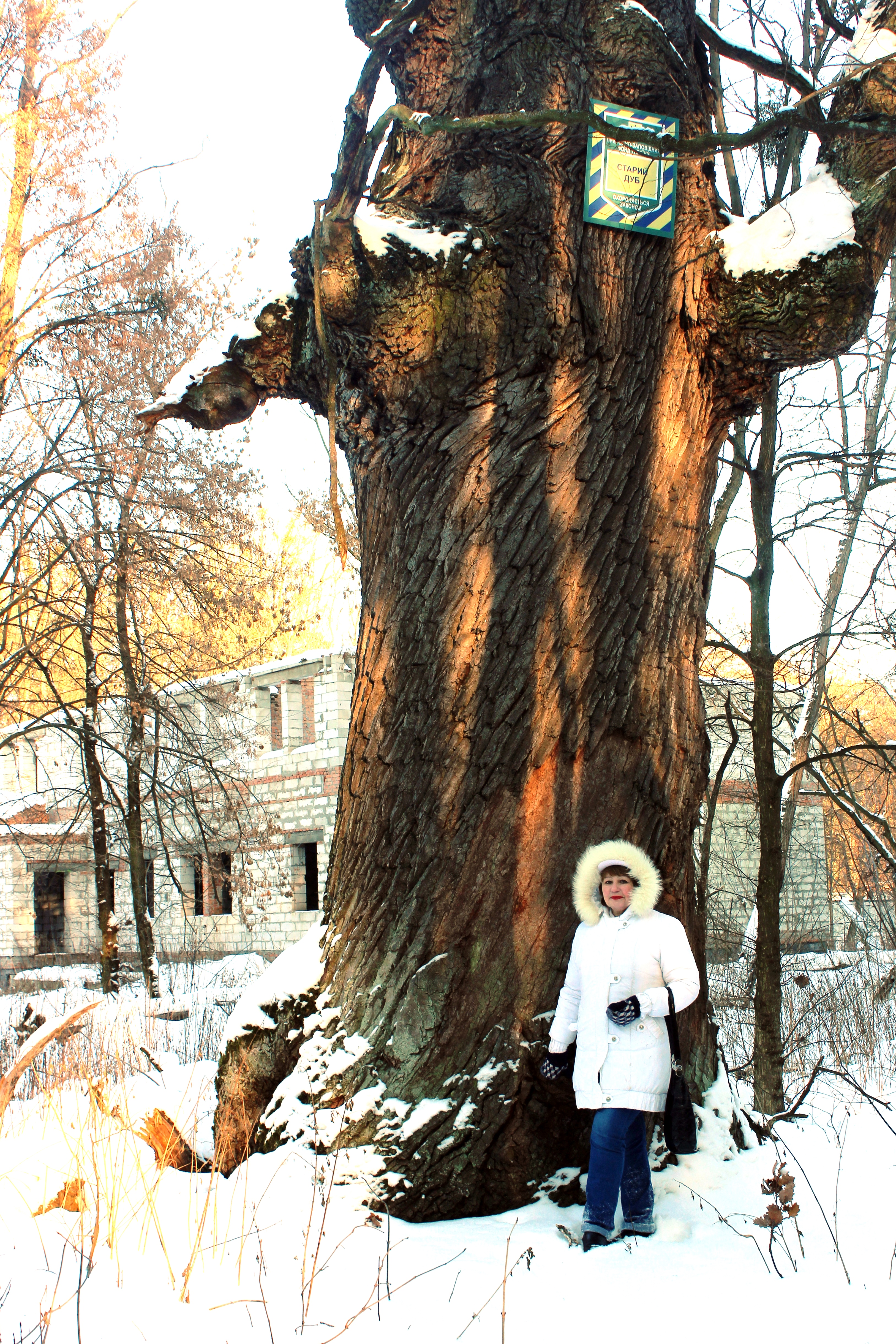
Старий дуб (січень 2016)